# Phare de Trwyn Du
Le phare de Trwyn Du, également connu sous le nom de phare de Llandudno, est un phare maritime situé entre Dimor Point près de Penmon (en) et Puffin Island (Anglesey), une île inhabitée à l'est d'Anglesey au Pays de Galles marquant le passage entre les deux.
Le phare est géré par le Trinity House Lighthouse Service à Londres, l'organisation de l'aide maritime des côtes du Pays de Galles. Il est un Monument classé du Royaume-Uni

## Histoire

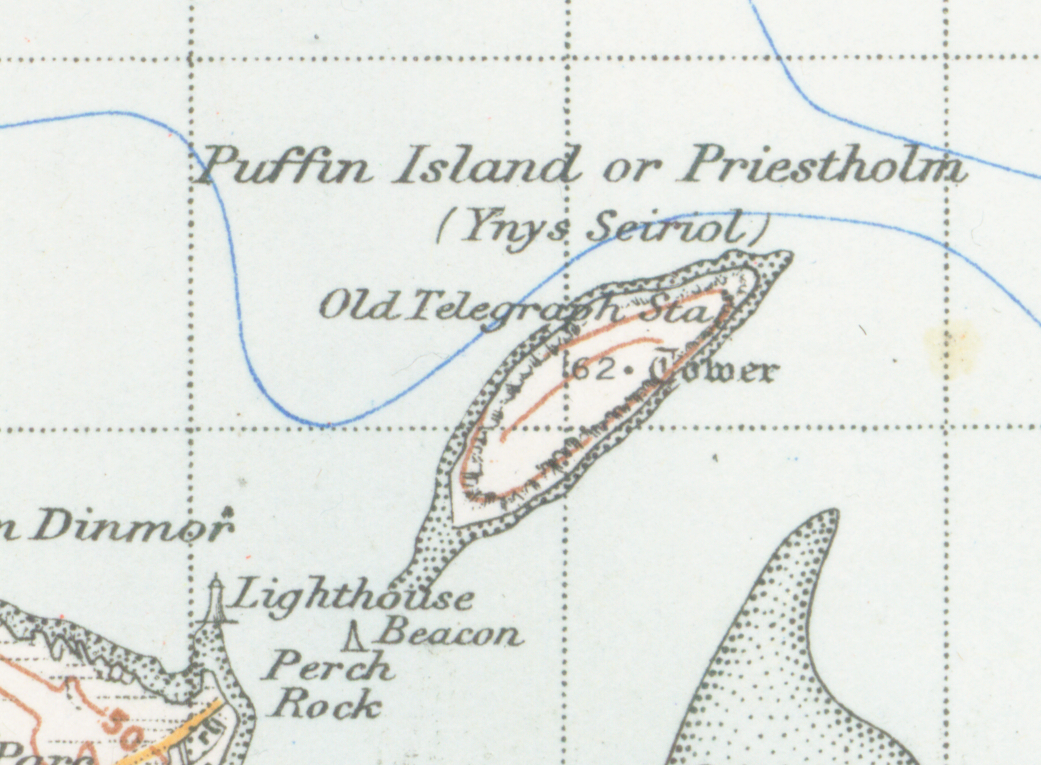
Carte de 1947

Une demande de création d'un phare, entre l'extrémité de Penmon point et Puffin Island, était posée depuis de nombreuses années par les capitaines de bateau de la ville voisine de Liverpool, surtout après le naufrage du steamer Rothsay Castle à proximité de ce chenal en 1831 avec 130 victimes. Un premier phare a été érigé en 1838.
Le phare actuel, de 29 mètres de haut, a été conçu par l'ingénieur écossais James Walker et construit entre 1835 et 1838. C'était sa première tour implantée en mer et qui devint un prototype pour ses constructions ultérieures. Le phare a une base étagée conçue pour résister à la houle qui avait endommagé des phares identiques un peu plus tôt sur le site.
Les murs verticaux austères, à la place d'une ligne plus gracieuse, sont probablement une mesure d'économie. La tour a un parapet en pierre crénelé, de préférence aux rampes de fer sur la galerie, et elle se rétrécit dès son milieu. Ce sont des dispositifs utilisés par le concepteur pour ses autres réalisations. Il a aussi été pionnier dans la création d'une toilette à chasse d'eau à la base de la tour, mais sans véritable succès.
La tour se distingue par ses trois bandes noires originales peintes sur fond blanc.

### Modernisation
La lampe a été convertie à l'énergie solaire en 1996 et le phare fut considérablement modernisé en même temps.
Maintenant, le phare émet une lumière de 15 000 candela qui peut être vue à 12 milles nautiques (22 km) et une cloche de brouillard de 178 kilogrammes retentit une fois toutes les trente secondes durant les phases de mauvaise visibilité. Il y eut aussi une station de canot de sauvetage construite en 1832, à proximité, mais qui ferma en 1915.
Le phare est automatisé depuis 1922 et est vérifié à partir du centre de contrôle du port d'Holyhead.

### Accès et installations
Dinmor Point est accessible par l'est à partir de Beaumaris par une route à péage qui mène au parc proche du phare. On y trouve un café, un magasin et des toilettes et c'est un coin de pêche réputé.

### Lien connexe
- Liste des phares du Pays de Galles